# 루피노 타마요

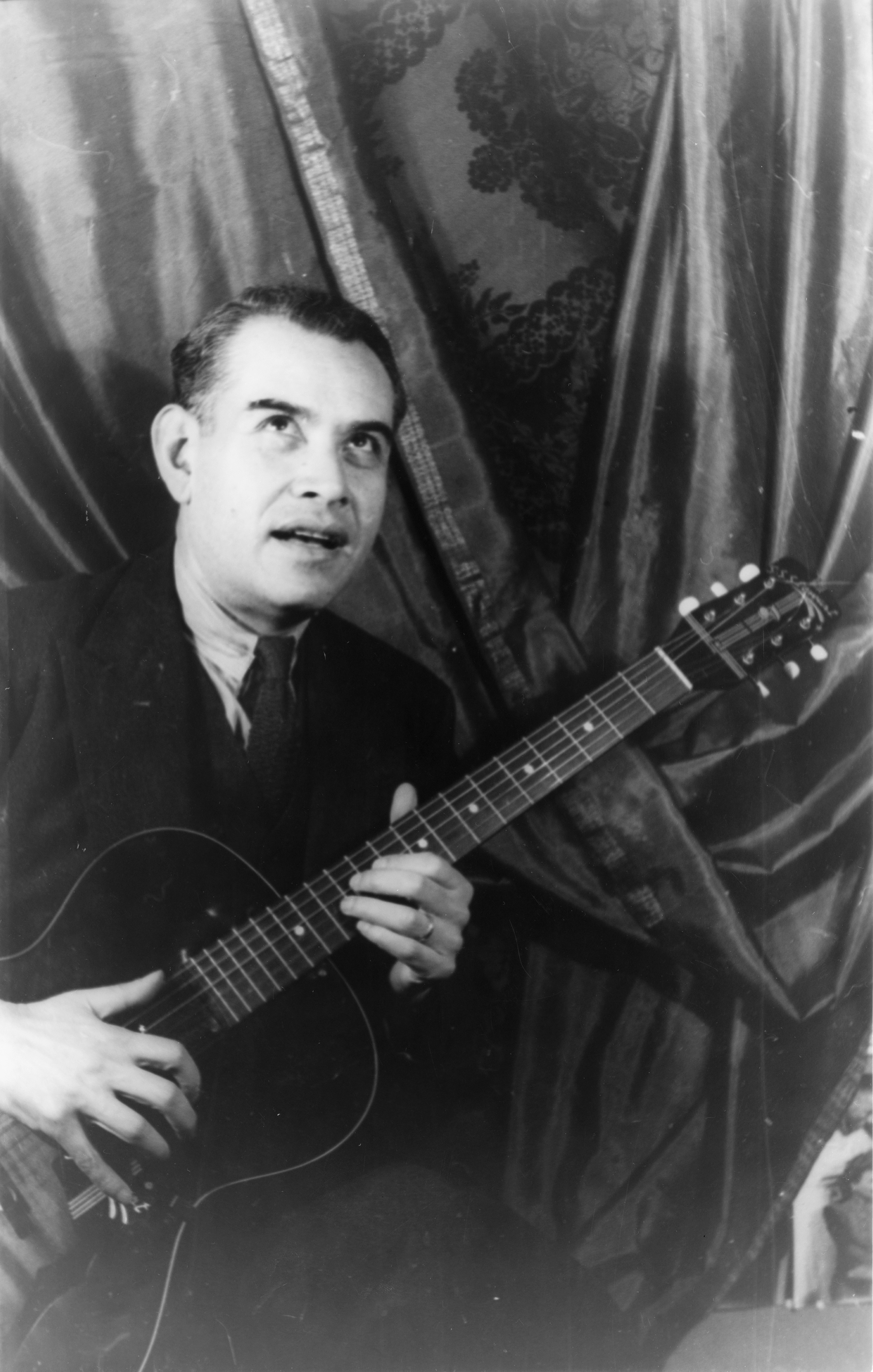
루피노 타마요
(1945년에 칼 반 베히텐이 찍은 사진.)

루피노 타마요(Rufino Tamayo, 1899년 ~ 1991년)는 멕시코의 화가이다. 너무 강한 개성 탓에 국립 미술 학교로부터 퇴학당한 후 독학으로 그림 공부를 하였다. 프랑스의 현대 예술이나 멕시코의 전통 예술에 관심을 가지고 연구하던 끝에 독특한 양식을 확립하였다. 1926년에 멕시코시티에서 첫 개인 전람회를 연 후 미국으로 건너갔다. 뉴욕의 여러 미술 전람회에 작품을 발표하여 점차 이름을 얻었다. 그의 주요한 작품은 대부분 유화이며, 화면 밑바닥에 멕시코 인디언의 전통이 짙게 흐르고 있다. 주요 작품으로는 《자화상》, 《흰 나비》, 《우주의 공포》, 《가련한 소녀》 등이 있다.